# Liste von Persönlichkeiten der Stadt Scheibenberg
Die Liste der Persönlichkeiten der Stadt Scheibenberg enthält Personen, die in der Geschichte der sächsischen Stadt Scheibenberg im Erzgebirgskreis eine nachhaltige Rolle gespielt haben. Es handelt sich dabei um Persönlichkeiten, die Bürgermeister oder Ehrenbürger von Scheibenberg gewesen sind oder in Scheibenberg und den heutigen Ortsteilen geboren oder gestorben oder hier gewirkt haben.
Für die Persönlichkeiten aus den nach Scheibenberg eingemeindeten Ortschaften siehe auch die entsprechenden Ortsartikel.

## Bisherige Bürgermeister
Die Sächsische Städteordnung von 1832 wurde in Scheibenberg im Jahre 1837 eingeführt. Der Titel des Bürgermeisters tritt dabei zum ersten Mal auf und löst den bisherigen Stadtrichter ab. Aus den vorhandenen und gesichteten Unterlagen sowie mündlichen Überlieferungen ergibt sich folgende unvollständige Liste:
- 1837–1845 Richter, Friedrich Gottlob Apotheker, ehrenamtlicher Bürgermeister
- 1846–1851 Gley, Friedrich Ferdinand, ehrenamtlicher Bürgermeister
- 1851–1855 Landrock, Albin, stellvertretender Bürgermeister
- 1855–1862 Nestler, Karl Ehregott, erster hauptamtlicher Bürgermeister
- 1863–1866 Haubold, hauptamtlicher Bürgermeister
- 1868–1879 Schmidt, Johann August, hauptamtlicher Bürgermeister
- 1879–1881 Leukert, Alfred, hauptamtlicher Bürgermeister
- 1881–1913 Kegler, Oswald, hauptamtlicher Bürgermeister
- 1913–1931 Franke, Karl Max, hauptamtlicher Bürgermeister
- 1931–1945 Meyer, Gerhard, hauptamtlicher Bürgermeister
- 1945–1946 Näser, Friedrich Gottfried, kommissarisch Antifa-Ausschuss (SPD)
- 1946–1950 Weißig, Otto, hauptamtlicher Bürgermeister (SED)
- 1951–1955 Lang, Erich, hauptamtlicher Bürgermeister aus Bärenstein (SED)
- 1955–1958 Ullmann, Irene, hauptamtlicher Bürgermeisterin (SED)
- 1958–1972 Graupner, Gerhard, hauptamtlicher Bürgermeister (SED)
- 1972–1972 Werner, Elli, kommissarisch aus Scheibenberg (SED)
- 1972–1975 Petermann, Heinz, hauptamtlicher Bürgermeister (SED)
- 1975–1976 Gabler, Joseph, kommissarisch aus Elterlein (SED)
- 1976–1978 Kolberg, Bodo, hauptamtlicher Bürgermeister (SED)
- 1978–1990 Kretzschmar, Petr, hauptamtlicher Bürgermeister (SED)
- 1990–2015 Andersky, Wolfgang, hauptamtlicher Bürgermeister (parteilos, Bürgerforum)
- Seit 1. August 2015 Staib, Michael (parteilos, Bürgerforum)

## Ehrenbürger bzw. Ehrenmedaillenträger
- 1862: Wilisch, Gerichtsamtmann, Verleihung anlässlich seines 25-jährigen Dienstjubiläums[1]
- Jacob Georg Bodemer (1807–1888), Unternehmer und Philanthrop[2]
- 1934: Adolf Müller, Fabrikant, Stadtrat und Vorsitzender der Freiwilligen Feuerwehr Scheibenberg[3]
- Mimi Martens (1906–2005), Diakonisse[4]
- 2015: Wolfgang Andersky, Bürgermeister a. D.[5]
- 2015: Reinhard Bentler, Bürgermeister a. D. der Partnergemeinde von Scheibenberg[6]
- 2015: Andreas Kögel, Bürgermeister a. D. der Partnergemeinde Simmelsdorf in Nordbayern[7]

## Söhne und Töchter der Stadt
- Michael Lantzenberger (1552–1612), Buchdrucker
- Johann Vogelhaupt (1627–1679), Rektor der Annaberger Lateinschule
- Christian Lehmann der Jüngere (1642–1723), Theologe
- Christian Ernst Friedrich Weber (1786–1849), Kaufmann und Ratsherr der Hansestadt Lübeck
- Friedrich Wilhelm Kühlmorgen (1851–1932), Jurist und konservativer Politiker, von 1891 bis 1907 gehörte er der II. Kammer des Sächsischen Landtags an und war von 1884 bis Amtsrichter bzw. Amtsgerichtsrat in Scheibenberg
- Alfred Müller (1854–1935), Realschuldirektor und Ethnologe
- Erich Meinhold (1908–2004), Arbeiterfotograf
- Martha Rudolph (* 1907), Bäuerin, Abgeordnete der Volkskammer der DDR
- Max Walter Schulz (1921–1991), Schriftsteller
- Arndt Meinhold (1941–2025), evangelischer Theologe und Alttestamentler
- Rainer-Maria Schubert (* 1944), Bildhauer und Steinmetz.
- Christine Clauß (* 1950), Politikerin (CDU), 1999–2004 und seit 2005 MdL Sachsen

## Persönlichkeiten, die mit der Stadt in Verbindung stehen
- Christian Lehmann (1611–1688), Pfarrer und bedeutendster Altchronist des Erzgebirges, verbrachte seine meiste Lebenszeit in der Stadt
- Gotthelf Friedrich Oesfeld (1735–1801), Pfarrer (1760–1769 in Scheibenberg) und Chronist
- Carl Benjamin Dietrich (1791–1864), evangelischer Pfarrer (1832–1864 in Scheibenberg) und Chronist
- Constantin Cäsar Kellermann (1807–1888), Jurist und Politiker, MdL, Gerichtsdirektor und Stadtrichter in Scheibenberg
- Friedrich Wilhelm Kühlmorgen (1851–1932), Jurist und konservativer Politiker, MdL (Königreich Sachsen), war Amtsgerichtsrat in Scheibenberg
- Klaus Enderlein (1936–1995), Motorradrennfahrer, startete für den MC Scheibenberg
- Bernd Schirmer (* 1940), Autor und Dramaturg, verbrachte seine Kindheit und Jugend in Scheibenberg
- Steffen Siebert (* 1974), Skispringer, wohnte von 1974 bis 1981 in Scheibenberg